# Санремо 2018
Шестдесет и осмото издание на фестивала за италианска популярна песен в Санремо е проведено в театър „Аристон“ в италианския град Санремо от 6 до 10 февруари 2018 г. Водещ е Клаудио Балиони (който е също и артистичен директор на изданието), придружен от Мишел Хунцикер (която е една от водещите на изданието на фестивала през 2007 г.) и Пиерфранческо Фавино.
Победители на изданието са Ермал Мета и Фабрицио Моро с песента Non mi avete fatto niente („Нищо не сте ми направили“).
Режисурата е дело на Дучо Форцано, сценографията – на Емануела Трикси Зитковски, която е сценографка и на 64-тото издание през 2014 г. За художественото оформление отговаря самият Клаудио Балиони, докато за музикалното оформление – Мауро Пагани.
Надпреварата включва 28 участници, разделени в две категории: категорията „Шампиони“ (Campioni), състояща се от 20 участници/групи с вече наложили се имена в италианската музика, и „Нови предложения“ (Nuove Proposte), състояща се от 8 дебютанти. Участниците от втората категория са избрани на излъченото на 15 декември 2017 г. по канала Rai 1 издание на Sarà Sanremo с водещи Клаудия Джерини и Федерико Русо.
По регламент победителят от категория „Шампиони“ (Campioni) представя Италия в Конкурса за песен на Евровизия през май месец същата година. 63-тото издание на песенния конкурс се проведе в Лисабон, Португалия, а Ермал Мета и Фабрицио Моро се класираха на пето място.

## Участници

### Категория „Шампиони“ (Campioni)
| Изпълнител/група                   | Последно участие на фестивала                                       |
| ---------------------------------- | ------------------------------------------------------------------- |
| Аннализа                           | 2016                                                                |
| „Дечибел“                          | 1980                                                                |
| Диодато и Рой Пачи                 | 2014 (в категорията „Нови предложения“) и за първи път              |
| „Елио е ле Сторие Тезе“            | 2016                                                                |
| Енцо Авитабиле с Пепе Сервило      | за първи път и 2000 (като член на „Пикола Оркестра Авион Травъл“)   |
| Ермал Мета и Фабрицио Моро         | 2017                                                                |
| Джовани Какамо                     | 2016 (в дует с Дебора Юрато)                                        |
| „Ле Вибрациони“                    | 2005 (Франческо Сарчина участва през 2014 г. като солов изпълнител) |
| „Ло Стато Сочале“                  | за първи път                                                        |
| Лука Барбароса                     | 2011 (заедно с испанската певица Ракел дел Росарио)                 |
| Марио Бионди                       | за първи път                                                        |
| Макс Гадзе                         | 2013                                                                |
| Нина Дзили                         | 2015                                                                |
| Ноеми                              | 2016                                                                |
| Орнела Ванони с Бунгаро и Пачифико | 1999 и 2004                                                         |
| Ред Канциан                        | 1990 (като член на „Пух“)                                           |
| Ренцо Рубино                       | 2014                                                                |
| Роби Факинети и Рикардо Фоли       | 2007 и 1996                                                         |
| Рон                                | 2017                                                                |
| „The Kolors“                       | за първи път                                                        |

### Категория „Нови предложения“ (Nuove Proposte)
| Изпълнител        | Последно участие на фестивала |
| ----------------- | ----------------------------- |
| Аличе Кайоли      | за първи път                  |
| Ева               | за първи път                  |
| Джулия Казиери    | за първи път                  |
| Леонардо Монтейро | за първи път                  |
| Лоренцо Балиони   | за първи път                  |
| Миркоеилкане      | за първи път                  |
| Мудимби           | за първи път                  |
| Ултимо            | за първи път                  |

## Песни

### Категория „Шампиони“ (Campioni)
Имената на двайсетимата изпълнители и съответните им песни в надпреварата за категорията „Шампиони“ (Campioni) са обявени пряко в телевизионното предаване Sarà Sanremo на 15 декември 2017 г. по програмата Rai 1.
| Изпълнител/група                   | Песен                                                                       | Автори                                                                                           |
| ---------------------------------- | --------------------------------------------------------------------------- | ------------------------------------------------------------------------------------------------ |
| Роби Факинети и Рикардо Фоли       | Il segreto del tempo („Тайната на времето“)                                 | Пачифико, Р. Факинети, Валерио Негрини, Р. Фоли                                                  |
| Нина Дзили                         | Senza appartenere („Без да принадлежа“)                                     | Джордана Анджи, Антонио Ямарино                                                                  |
| „The Kolors“                       | Frida („Фрида“)                                                             | Давиде Петрела, Дарио Фаини, Алесандро Райна, Сташ Фиордиспино                                   |
| Диодато и Рой Пачи                 | Adesso („Сега“)                                                             | Антонио Диодато, Р. Пачи                                                                         |
| Марио Бионди                       | Rivederti („Да те видя отново“)                                             | М. Бионди, Джузепе Фурнари, Марио Физикаро                                                       |
| Лука Барбароса                     | Passame er sale („Подай ми солта“)                                          | Л. Барбароса                                                                                     |
| „Ло Стато Сочале“                  | Una vita in vacanza („Живот в отпуска“)                                     | Лодо Гуенци, Алберто Кацола, Франческо Драикио, Матео Романьоли, Алберто Гуидети, Енрико Роберто |
| Аннализа                           | Il mondo prima di te („Светът преди теб“)                                   | Алесандро Райна, Давиде Симонета, Аннализа Скароне                                               |
| Джовани Какамо                     | Eterno („Вечно“)                                                            | Кеопе, Дж. Какамо                                                                                |
| Енцо Авитабиле с Пепе Сервило      | Il coraggio di ogni giorno                                                  | Пачифико, Е. Авитабиле, П. Сервило                                                               |
| Орнела Ванони с Бунгаро и Пачифико | Imparare ad amarsi („Да се научим да се обичаме“)                           | Бунгаро, Пачифико, Чезаре Киодо, Антонио Фреза                                                   |
| Ренцо Рубино                       | Custodire                                                                   | Андреа Родини, Р. Рубино                                                                         |
| Ноеми                              | Non smettere mai di cercarmi („Не преставай да ме търсиш“)                  | Диего Калвети, Масимилиано Пелан, Вероника Скопелити, Фабио де Мартино                           |
| Ермал Мета и Фабрицио Моро         | Non mi avete fatto niente („Нищо не сте ми направили“)                      | Е. Мета, Ф. Моро, Андреа Фебо                                                                    |
| „Ле Вибрациони“                    | Così sbagliato                                                              | Франческо Сарчина, Алесио Бономо, Лука Киаравали, Давиде Симонета                                |
| Рон                                | Almeno pensami („Поне мисли за мен“)                                        | Лучо Дала, Розалино Челамаре                                                                     |
| Макс Гадзе                         | La leggenda di Cristalda e Pizzomunno („Легендата за Кристалда и Пицомуно“) | Франческо Гадзе, М. Гадзе, Франческо Де Бенедетис                                                |
| „Дечибел“                          | Lettera dal Duca („Писмо от херцога“)                                       | Силвио Капеча, Енрико Руджери, Фулвио Муцио                                                      |
| Ред Канциан                        | Ognuno ha il suo racconto („Всеки има своя разказ“)                         | Р. Канциан, Мики Пору                                                                            |
| „Елио е ле Сторие Тезе“            | Arrivedorci                                                                 | Серджо Конфорти, Стефано Белизари, Давиде Чиваски, Никола Фазани                                 |

### Категория „Нови предложения“ (Nuove Proposte)
| Изпълнител        | Песен                                        | Автори                                                                                    |
| ----------------- | -------------------------------------------- | ----------------------------------------------------------------------------------------- |
| Лоренцо Балиони   | Il congiuntivo („Подчинителното наклонение“) | Л. Балиони, М. Балиони, Л. Пископо                                                        |
| Миркоеилкане      | Stiamo tutti bene („Всички сме добре“)       | Мирко Манчини                                                                             |
| Ева               | Cosa ti salverà („Какво ще те спаси“)        | Антонио Ди Мартино, Антонио Филипели                                                      |
| Джулия Казиери    | Come stai („Как си?“)                        | Дж. Казиери, Андреа Равазио                                                               |
| Мудимби           | Il mago („Вълшебникът“)                      | Мишел Мудимби, Алесио Бономо, Марко Дзанджиролами, Алесандро Баво, Ф. Вакари, Паоло Миано |
| Ултимо            | Il ballo delle incertezze                    | Николо Морикони                                                                           |
| Леонардо Монтейро | Bianca („Бяла“)                              | Марко Чапели, Влади Тосето                                                                |
| Аличе Кайоли      | Specchi rotti („Счупени огледала“)           | А. Кайоли, Паоло Мусколино                                                                |

## Вечери

### Първа вечер
През първата вечер 20-те участници от категория „Шампиони“ изпълняват песните си. Провежда се гласуване, което се поделя в следните проценти: телевот –
40%, членове от пресцентъра – 30% и експертно жури – 30%.

#### Категория „Шампиони“
- Челни места
- Средни места
- Крайни места

| Ред на излизане | Изпълнител/група                   | Песен                                 | Гласове от първата вечер     | Гласове от първата вечер | Гласове от първата вечер | Гласове от първата вечер | Гласове от първата вечер | Гласове от първата вечер |
| Ред на излизане | Изпълнител/група                   | Песен                                 | Членове от пресцентъра (30%) | Експертно жури (30%)     | Телевот (40%)            | Телевот (40%)            | Средно                   | Средно                   |
| Ред на излизане | Изпълнител/група                   | Песен                                 | Членове от пресцентъра (30%) | Експертно жури (30%)     | %                        | място                    | %                        | място                    |
| --------------- | ---------------------------------- | ------------------------------------- | ---------------------------- | ------------------------ | ------------------------ | ------------------------ | ------------------------ | ------------------------ |
| 1               | Аннализа                           | Il mondo prima di te                  | 9                            | 3                        | 3,83                     | 11                       | 4,66                     | 8                        |
| 2               | Рон                                | Almeno pensami                        | 6                            | 6                        | 6,58                     | 4                        | 6,272                    | 4                        |
| 3               | „The Kolors“                       | Frida (mai, mai, mai)                 | 10                           | 9                        | 10,60                    | 2                        | 6,54                     | 3                        |
| 4               | Макс Гадзе                         | La leggenda di Cristalda e Pizzomunno | 5                            | 5                        | 4,61                     | 6                        | 6,26                     | 6                        |
| 5               | Орнела Ванони с Бунгаро и Пачифико | Imparare ad amarsi                    | 4                            | 8                        | 4,39                     | 7                        | 6,268                    | 5                        |
| 6               | Ермал Мета и Фабрицио Моро         | Non mi avete fatto niente             | 2                            | 1                        | 21,98                    | 1                        | 16,12                    | 1                        |
| 7               | Марио Бионди                       | Rivederti                             | 17                           | 11                       | 3,45                     | 13                       | 3,19                     | 15                       |
| 8               | Роби Факинети и Рикардо Фоли       | Il segreto del tempo                  | 19                           | 18                       | 6,77                     | 3                        | 3,81                     | 11                       |
| 9               | „Ло Стато Сочале“                  | Una vita in vacanza                   | 1                            | 2                        | 4,27                     | 8                        | 9,53                     | 2                        |
| 10              | Ноеми                              | Non smettere mai di cercarmi          | 16                           | 4                        | 3,09                     | 14                       | 3,86                     | 10                       |
| 11              | „Дечибел“                          | Lettera dal Duca                      | 10                           | 15                       | 2,81                     | 15                       | 3,10                     | 16                       |
| 12              | „Елио е ле Сторие Тезе“            | Arrivedorci                           | 18                           | 12                       | 1,72                     | 20                       | 2,41                     | 20                       |
| 13              | Джовани Какамо                     | Eterno                                | 12                           | 13                       | 3,97                     | 10                       | 3,71                     | 12                       |
| 14              | Ред Канциан                        | Ognuno ha il suo racconto             | 13                           | 20                       | 3,53                     | 12                       | 2,83                     | 17                       |
| 15              | Лука Барбароса                     | Passame er sale                       | 15                           | 10                       | 4,93                     | 5                        | 3,91                     | 9                        |
| 16              | Диодато и Рой Пачи                 | Adesso                                | 3                            | 16                       | 2,60                     | 17                       | 5,08                     | 7                        |
| 17              | Нина Дзили                         | Senza appartenere                     | 19                           | 7                        | 1,83                     | 19                       | 2,61                     | 18                       |
| 18              | Ренцо Рубино                       | Custodire                             | 13                           | 19                       | 2,78                     | 16                       | 2,56                     | 19                       |
| 19              | Енцо Авитабиле с Пепе Сервило      | Il coraggio di ogni giorno            | 8                            | 17                       | 4,16                     | 9                        | 3,67                     | 13                       |
| 20              | „Ле Вибрациони“                    | Così sbagliato                        | 7                            | 14                       | 2,10                     | 18                       | 3,61                     | 14                       |

#### Гости
- Фиорело[8] – музикална китка от песни на Клаудио Балиони и Джани Моранди, E tu… в дует с Балиони
- Лаура Паузини (пряко включване по телефона)
- Джани Моранди[9] – Se non avessi più te (в дует с Клаудио Балиони), Una vita che ti sogno (в дует с Томазо Парадизо)
- Габриеле Мучино и актьорският състав от филма A casa tutti bene[10] – Bella senz'anima (заедно с Балиони)
- Стефания Сандрели
- Сабрина Импачаторе

### Втора вечер
През втората вечер на сцената излизат 10 от общо 20-те участници от категорията „Шампиони“. Провежда се гласуване, подобно на това от първата вечер. Изпълнението на Ермал Мета и Фабрицио Моро, които трябва да излязат на сцената през тази вечер, се отлага поради предполагаемо нарушение на правилата относно песента. На тяхно място излиза Ренцо Рубино.
На сцената излизат също и 4 от общо 8-те участници от категорията „Нови предложения“. Гласуването за тях се провежда на същия принцип като при участниците от „Шампиони“.

#### Категория „Шампиони“
- Челни места
- Средни места
- Крайни места

| Ред на излизане | Изпълнител/група                   | Песен                     | Гласове от втората вечер     | Гласове от втората вечер | Гласове от втората вечер | Гласове от втората вечер | Гласове от втората вечер | Гласове от втората вечер |
| Ред на излизане | Изпълнител/група                   | Песен                     | Членове от пресцентъра (30%) | Експертно жури (30%)     | Телевот (40%)            | Телевот (40%)            | Средно                   | Средно                   |
| Ред на излизане | Изпълнител/група                   | Песен                     | Членове от пресцентъра (30%) | Експертно жури (30%)     | %                        | място                    | %                        | място                    |
| --------------- | ---------------------------------- | ------------------------- | ---------------------------- | ------------------------ | ------------------------ | ------------------------ | ------------------------ | ------------------------ |
| 1               | „Ле Вибрациони“                    | Così sbagliato            | 5                            | 6                        | 7,71                     | 8                        | 8,44                     | 6                        |
| 2               | Нина Дзили                         | Senza appartenere         | 8                            | 2                        | 8,88                     | 7                        | 8,95                     | 5                        |
| 3               | Диодато и Рой Пачи                 | Adesso                    | 1                            | 5                        | 9,32                     | 5                        | 13,26                    | 4                        |
| 4               | „Елио е ле Сторие Тезе“            | Arrivedorci               | 10                           | 8                        | 3,66                     | 10                       | 4,30                     | 10                       |
| 5               | Орнела Ванони с Бунгаро и Пачифико | Imparare ad amarsi        | 2                            | 4                        | 12,35                    | 3                        | 13,94                    | 2                        |
| 6               | Ред Канциан                        | Ognuno ha il suo racconto | 8                            | 10                       | 9,59                     | 4                        | 6,49                     | 9                        |
| 7               | Рон                                | Almeno pensami            | 3                            | 3                        | 14,96                    | 2                        | 13,87                    | 3                        |
| 8               | Ренцо Рубино                       | Custodire                 | 7                            | 9                        | 9,09                     | 6                        | 7,29                     | 8                        |
| 9               | Аннализа                           | Il mondo prima di te      | 3                            | 1                        | 17,54                    | 1                        | 16,10                    | 1                        |
| 10              | „Дечибел“                          | Lettera dal Duca          | 6                            | 7                        | 6,90                     | 9                        | 7,36                     | 7                        |

#### Категория „Нови предложения“
| Ред на излизане | Изпълнител      | Песен             | Гласове от втората вечер     | Гласове от втората вечер | Гласове от втората вечер | Гласове от втората вечер |
| Ред на излизане | Изпълнител      | Песен             | Членове от пресцентъра (30%) | Експертно жури (30%)     | Телевот (40%)            | Средно                   |
| --------------- | --------------- | ----------------- | ---------------------------- | ------------------------ | ------------------------ | ------------------------ |
| 1               | Лоренцо Балиони | Il congiuntivo    | 2                            | 2                        | 49,91%                   | 35,32%                   |
| 2               | Джулия Казиери  | Come stai         | 3                            | 3                        | 8,17%                    | 17,18%                   |
| 3               | Миркоеилкане    | Stiamo tutti bene | 1                            | 4                        | 25,18%                   | 28,87%                   |
| 4               | Аличе Кайоли    | Specchi rotti     | 4                            | 1                        | 16,74%                   | 18,63%                   |

#### Гости
- „Ил Воло“[14] – музикална китка: Nessun dorma, Canzone per te и La vita è adesso (заедно с Клаудио Балиони)
- Пипо Баудо[15]
- Биаджо Антоначи[16] – музикалка китка: Fortuna che ci sei, Mille giorni di te e di me (заедно с Клаудио Балиони)
- Стинг – Muoio per te и Don't Make Me Wait (с Шаги)[17]
- Франка Леозини[18] – Ancora (в дует с Балиони)
- Сабрина Импачаторе
- Роберто Векиони[19] – Samarcanda (в дует с Балиони) и Chiamami ancora amore
- Маго Форест[20]

### Трета вечер
По време на третата вечер на сцената излизат другите 10 участници от категория „Шампиони“. Гласуването остава същото като през предните две вечери. В края на вечерта се изготвя частична класация на всички изпълнители въз основа на средната стойност между гласовете от първата вечер, гласовете от втората вечер (за първите 10 изпълнители) и гласовете от третата вечер (за другите 10). След проверка, проведена от страна на Rai, песента Non mi avete fatto niente на Ермал Мета и Фабрицио Моро остава в надпреварата и двамата я изпълняват по време на третата вечер.
От младите изпълнители излизат другите 4-ма участници и се провежда гласуване, подобно на това през изминалите вечери.

#### Категория „Шампиони“
- Челни места
- Средни места
- Крайни места

| Ред на излизане | Изпълнител/група              | Песен                                 | Гласове от третата вечер     | Гласове от третата вечер | Гласове от третата вечер | Гласове от третата вечер | Гласове от третата вечер | Гласове от третата вечер |
| Ред на излизане | Изпълнител/група              | Песен                                 | Членове от пресцентъра (30%) | Експертно жури (30%)     | Телевот (40%)            | Телевот (40%)            | Средно                   | Средно                   |
| Ред на излизане | Изпълнител/група              | Песен                                 | Членове от пресцентъра (30%) | Експертно жури (30%)     | %                        | място                    | %                        | място                    |
| --------------- | ----------------------------- | ------------------------------------- | ---------------------------- | ------------------------ | ------------------------ | ------------------------ | ------------------------ | ------------------------ |
| 1               | Джовани Какамо                | Eterno                                | 7                            | 7                        | 4,86                     | 8                        | 6,31                     | 8                        |
| 2               | „Ло Стато Сочале“             | Una vita in vacanza                   | 1                            | 1                        | 7,94                     | 4                        | 15,63                    | 2                        |
| 3               | Лука Барбароса                | Passame er sale                       | 6                            | 5                        | 12,43                    | 2                        | 10,21                    | 4                        |
| 4               | Енцо Авитабиле с Пепе Сервило | Il coraggio di ogni giorno            | 5                            | 9                        | 6,86                     | 6                        | 7,00                     | 7                        |
| 5               | Макс Гадзе                    | La leggenda di Cristalda e Pizzomunno | 2                            | 4                        | 7,34                     | 5                        | 12,08                    | 3                        |
| 6               | Роби Факинети и Рикардо Фоли  | Il segreto del tempo                  | 10                           | 10                       | 5,49                     | 7                        | 3,28                     | 10                       |
| 7               | Ермал Мета и Фабрицио Моро    | Non mi avete fatto niente             | 3                            | 2                        | 41,18                    | 1                        | 25,38                    | 1                        |
| 8               | Ноеми                         | Non smettere mai di cercarmi          | 8                            | 3                        | 2,98                     | 9                        | 7,34                     | 6                        |
| 9               | „The Kolors“                  | Frida (mai, mai, mai)                 | 4                            | 6                        | 8,71                     | 3                        | 9,12                     | 5                        |
| 10              | Марио Бионди                  | Rivederti                             | 9                            | 8                        | 2,21                     | 10                       | 3,65                     | 9                        |

#### Категория „Нови предложения“
| Ред на излизане | Изпълнител        | Песен                     | Гласове от третата вечер     | Гласове от третата вечер | Гласове от третата вечер | Гласове от третата вечер |
| Ред на излизане | Изпълнител        | Песен                     | Членове от пресцентъра (30%) | Експертно жури (30%)     | Телевот (40%)            | Средно                   |
| --------------- | ----------------- | ------------------------- | ---------------------------- | ------------------------ | ------------------------ | ------------------------ |
| 1               | Мудимби           | Il mago                   | 2                            | 1                        | 32,69%                   | 31,77%                   |
| 2               | Ева               | Cosa ti salverà           | 3                            | 2                        | 11,40%                   | 18,75%                   |
| 3               | Ултимо            | Il ballo delle incertezze | 1                            | 2                        | 48,18%                   | 38,42%                   |
| 4               | Леонардо Монтейро | Bianca                    | 4                            | 4                        | 7,73%                    | 11,06%                   |

#### Гости
- Вирджиния Рафаеле – Canto (anche se sono stonata) (в дует с Клаудио Балиони)
- „Неграмаро“ – Mentre tutto scorre, La prima volta и Poster (заедно с Балиони)
- Роландо Равело
- Джеймс Тейлър[17] – La donna è mobile, Fire and Rain и You've Got a Friend (в дует с Джорджа)
- Ема Д'Акуино – Gianna (в дует с Балиони)
- Данило Реа – La canzone dell'amore perduto (в дует с Балиони)
- Джино Паоли – Il nostro concerto и Una lunga storia d'amore (и двете песни в дует с Балиони)
- Мемо Ремиджи – Io ti darò di più
- Нино Фрасика[23] и Пиетро Пулчини (в ролите на старшина Антонио Чекини и сержант Пиеро Гизони – герои от телевизионния сериал „Дон Матео“)
- Клаудио Сантамария и Клаудия Пандолфи – Sarà per te

### Четвърта вечер
20-те изпълнители от категория „Шампиони“ изпълняват песните си (евентуално с нов аранжимент) заедно с друг изпълнител или група, избран от оригиналния изпълнител или съответно група. И тази вечер се провежда гласуване, което обаче този път се поделя между 50% телевот, 30% от членове от пресцентъра и 20% от експертно жури. На събраните през тази вечер гласове се прави средна стойност със събраните през предните вечери гласове. На края на вечерта се присъжда специалната награда на RAI за изпълнението, събрало най-много гласове.
Песните си изпълняват също и 8-те участници от категорията „Нови предложения“. Победителят се обявява чрез гласуване, подобно на това от същата вечер за категорията „Шампиони“.

#### Дуети
- Роби Факинети и Рикардо Фоли – Джузи Ферери
- Нина Дзили – Серджо Камариере
- „The Kolors“ – Тулио Де Пископо и Енрико Ниджоти
- Диодато и Рой Пачи – Гемон
- Марио Бионди – Ана Каролина
- Лука Барбароса – Анна Фолиета
- „Ло Стато Сочале“ – „Пиколо Коро дел'Антониано“ и Паоло Роси
- Аннализа – Микеле Брави
- Джовани Какамо – Ариза
- Енцо Авитабиле с Пепе Сервило – „Авион Травъл“ и Даби Туре
- Орнела Ванони с Бунгаро и Пачифико – Алесандро Прециози
- Ренцо Рубино – Серена Роси
- Ноеми – Паола Турчи
- Ермал Мета и Фабрицио Моро – Симоне Кристики
- „Ле Вибрациони“ – Скин
- Рон – Аличе
- Макс Гадзе – Рита Маркотули и Роберто Гато
- „Дечибел“ – Мидж Юр
- Ред Канциан – Марко Мазини
- „Елио е ле Сторие Тезе“ – „Нери пер Казо“

#### Гости
- „Неграмаро“[16]
- Пиеро Пелу[24]

### Пета вечер (финал)
На сцената излизат 20-те изпълнители от категория „Шампиони“ да изпълнят песните си, след което се провежда гласуване, подобно на това по време на четвъртата вечер. Изготвя се класация, състояща се от средната стойност на събраните през всичките вечери на фестивала гласове, и се присъждат наградите (сред които и наградата на критиката). Първите трима в класацията, получили най-много гласове през всичките вечери (взети общо като средна стойност), трябва да изпълнят песните си отново, като накрая с едно последно гласуване между тримата се решава кой е победителят на изданието, който за последен път изпява песента си на това издание на фестивала.

#### Гости
- Фиорела Маноя[25]
- Лаура Паузини[26]

## Гледаемост
| Дата                      | 1-ва част  | 1-ва част  | 2-ра част | 2-ра част  | Средно     | Средно     |
| Дата                      | Зрители    | В проценти | Зрители   | В проценти | Зрители    | В проценти |
| ------------------------- | ---------- | ---------- | --------- | ---------- | ---------- | ---------- |
| 6 февруари 2018           | 13 776 000 | 51,40%     | 6 624 000 | 55,40%     | 11 603 000 | 52,10%     |
| 7 февруари 2018           | 11 458 000 | 46,60%     | 5 870 000 | 52,90%     | 9 687 000  | 47,70%     |
| 8 февруари 2018           |            |            |           |            |            |            |
| 9 февруари 2018           |            |            |           |            |            |            |
| 10 февруари 2018          |            |            |           |            |            |            |
| Средно от всичките вечери |            |            |           |            |            |            |

## Гости
- Антонела Клеричи[29]
- Джино Паоли и Данило Реа[30]
- Нек, Макс Пецали и Франческо Ренга[31]
- Джана Нанини[32]

## Оркестър
Оркестърът е ръководен от маестро Джеф Уестли. По време на изпълненията всеки участник е с различен диригент.
- Пепе Весикио за „Елио е ле Сторие Тезе“, Рон и Марио Бионди
- Пино Перис за Аннализа
- Роберто Роси за Енцо Авитабиле с Пепе Сервило и „Дечибел“
- Клементе Ферари за Лука Барбароса, Макс Гадзе и Ева
- Стефано Нани за Джовани Какамо
- Фабио Гуриан за Ред Канциан
- Винченцо Преста за „Диодато“ и Рой Пачи
- Данило Бало за Роби Факинети и Рикардо Фоли
- Лука Киаравали за „Ле Вибрациони“ и „The Kolors“
- Фабио Гарджуло за „Ло Стато Сочале“
- Диего Калвети за Ермал Мета с Фабрицио Моро, Ноеми, Лоренцо Балиони и Ултимо
- Марчело Фанески за Ренцо Рубино
- Антонио Фреза за Орнела Ванони с Бунгаро и Пачифико
- Валериано Киаравале за Нина Дзили
- Масимо Морини за Аличе Кайоли и Джулия Казиери
- Фио Дзаноти за Миркоеилкане
- Дариана Куманова за Леонардо Монтейро[34][35][36]
- Умберто Йерволино за Мудимби

## Експертно жури
Експертното жури е съставено от хора в сферата на театъра, журналистиката, литературата, киното и музиката. Негови членове са:
- Пино Донаджо (президент)
- Джовани Алеви (пианист и композитор)
- Серена Аутиери (актриса и певица)
- Мили Карлучи (телевизионна водеща)
- Габриеле Мучино (кинорежисьор)
- Роко Папалео (актьор и режисьор)
- Мирка Рошани (пианистка)
- Андреа Сканци (журналист)

## Комисия на артистите
- Клаудио Балиони
- Клаудио Фазуло
- Мадимо Джулиано
- Дучо Форцано
- Джеф Уестли

## Награди и признания

### Категория „Шампиони“
- Победител на 68-ото издание на фестивала в Санремо, категория „Шампиони“: Ермал Мета и Фабрицио Моро с Non mi avete fatto niente
- Представител на Италия на 63-тото издание на песенния конкурс „Евровизия“: Ермал Мета и Фабрицио Моро с Non mi avete fatto niente
- Второ място в класацията на 68-ото издание на фестивала в Санремо, категория „Шампиони“: „Ло Стато Сочале“ с Una vita in vacanza
- Трето място в класацията на 68-ото издание на фестивала в Санремо, категория „Шампиони“: Аннализа с Il mondo prima di te
- Награда на критиката „Мия Мартини“, категория „Шампиони“: Рон с Almeno pensami
- Награда „Лунеция“ за музикално-литературна стойност на песен: Лука Барбароса с Passame er sale[38]

### „Категория „Нови предложения“
- Победител на 68-ото издание на фестивала в Санремо, категория „Нови предложения“: Ултимо с Il ballo delle incertezze
- Второ място в класацията на 68-ото издание на фестивала в Санремо, категория „Нови предложения“: Миркоеилкане със Stiamo tutti bene
- Трето място в класацията на 68-ото издание на фестивала в Санремо, категория „Нови предложения“: Мудимби с Il mago
- Награда на критиката „Мия Мартини“, категория „Нови предложения“: Миркоеилкане със Stiamo tutti bene
- Награда „Лунеция“ за музикално-литературна стойност на песен: Ултимо с Il ballo delle incertezze[38]

### Други награди
- Награда за кариера: Милва[39]

## Излъчване на фестивала
| Регион                | Канал                             |
| --------------------- | --------------------------------- |
| Италия                | Rai 1                             |
| Италия                | Rai Radio 2                       |
| Италия                | Rai Premium                       |
| Италия (извън Италия) | Rai Italia                        |
| Италия                | RaiPlay (онлайн приложение)       |
| Италия                | RaiPlay Radio (онлайн приложение) |
| Европейски съюз       | Eurovision TV                     |
| Албания               | RTSH Muzikë                       |
| Албания               | RTSH Tuni (онлайн приложение)     |
| Русия                 | Время                             |